# سیلویو اسپاچزی
سیلویو اسپاچزی (ایتالیایی: Silvio Spaccesi؛ ‏ ۱ اوت ۱۹۲۶ – ۲ ژوئن ۲۰۱۵) بازیگر و صداپیشه اهل ایتالیا بود.
از فیلم‌هایی که وی در آن‌ها نقش داشته است، می‌توان به آرتینو و استدلال‌هایش در مورد روسپی‌های درباری، زنان شوهردار و… مردان بی‌غیرت، سه ایتالیایی در ریو، کافه اکسپرس، زیر سن قانونی، ... و فقط پیترو آرتینو نجات پیدا کرد، با یک دست در جلو و دست دیگر پشت… اشاره نمود.